# Katholieke Illustratie
(De) Katholieke Illustratie (KI) was een Nederlands geïllustreerd weekblad voor katholiek Nederland. Het was gedurende 101 jaar (1867-1968) een veelgelezen en alleen daardoor al invloedrijk familieblad en in de hoogtijdagen van de zogeheten verzuiling (tussen 1910 en 1960) een van de grootste tijdschriften van Nederland. 
Het blad was een instituut, naast onder meer de Roomsch-Katholieke Staatspartij (RKSP), later Katholieke Volkspartij (KVP), de Katholieke Arbeidersbeweging (KAB), later Nederlands Katholiek Vakverbond (NKV), met haar eigen dagblad de Volkskrant, andere landelijke katholieke kranten als De Maasbode en De Tijd, en niet in de laatste plaats de Katholieke Radio-omroep (KRO). Het blad verscheen vanaf 1910 te Haarlem bij de katholieke Drukkerij  De Spaarnestad.

## Medewerkers
Eerste hoofdredacteuren waren H.A. Banning en J.W. Thompson, welke laatste ook de oprichter en eerste hoofdredacteur zou worden van het grote katholieke dagblad De Maasbode. Het doel was om door middel van ontspanningslectuur kennis en kunstzinnige ontwikkeling te bevorderen. Voor de oorlog debuteerden de meeste bekende katholieke schrijvers erin. Zij bleven daarna vaak medewerking verlenen.  
Nog in de jaren 1950 - 1960 kende het blad een ruime redactionele staf en bood het kwalitatief goede journalistieke artikelen en fotoreportages, naast een aantal vaste rubrieken. Tot de medewerkers behoorden de journalist Rigo Kalkhoven, in tweede instantie uitbater van een café aan de Amsterdamse Prinsengracht, later nog werkzaam bij de Nieuwe Revu, de dichter en vertaler Willem ten Berge (1903-1969), de schrijvers Jan Willem Hofstra (1907-1991) en Rogier van Aerde (1917-2007), Willy Kint alias J.W. Hofwijk (1920-2009) de sportverslaggever Jan Cottaar (1915-1984), de redacteur en latere oprichter van uitgeverij Ambo Herman Pijfers (1923-2012), alsmede de zeer bekwame illustratoren Frans Lammers, Bernard Reith (1894-1974) en Jan Wiegman (1884-1963).

## Slot
In de jaren 1960 fuseerde De Spaarnestad, ook uitgever van het gezinsweekblad Panorama en de damesweekbladbladen Libelle en de katholieke pendant Beatrijs, met de NV De Geïllustreerde Pers te Amsterdam, die onder meer het damesweekblad Margriet en het familieweekblad Revue uitgaf. Beide uitgeverijen gingen later op in de VNU (Verenigde Nederlandse Uitgeversbedrijven). Het katholieke karakter van de Katholieke Illustratie was al op de achtergrond geraakt en begin 1968 werd het "katholieke" uit de titel geschrapt. In hetzelfde jaar werd het blad opgeheven: het had toen nog 108.000 abonnees. 
Het jaar 1968, ook dat van de studentenopstand in Parijs, markeert in tal van opzichten de grote maatschappelijke veranderingen van de jaren 1960. In Nederland was het verdwijnen van de Katholieke Illustratie een gevolg van de van het einde van de verzuiling op maatschappelijk gebied.
Het blad werd met de eveneens noodlijdende Revue samen gevoegd tot een nieuw gezinsweekblad, Nieuwe Revu geheten. Beide redacties werden samengevoegd onder de hoofdredactie van Albert Welling (1922-1983), de voormalige hoofdredacteur van de Katholieke Illustratie. Het als minimum gestelde aantal abonnees van 200.000 werd gehaald en de Nieuwe Revu was uit de gevarenzone. Een verandering van koers leidde tot het vertrek van achtereenvolgens Welling en zijn opvolger Jaap Velt. Diens opvolger Ton van Dijk schiep uiteindelijk een totaal ander blad, van meer populaire aard en gericht op een andere doelgroep, dat weldra elk spoor van de oude Katholieke Illustratie miste. Medewerkers als Velt, die deze ontwikkeling niet mee konden (of mogelijk ook niet wilden) maken, kwamen later terecht bij Margriet.